# 大桑村
大桑村（日语：／ Ōkuwa mura */?）是位于長野縣西南部的一村。